# Isotropis filicaulis
Isotropis filicaulis är en ärtväxtart som beskrevs av George Bentham. Isotropis filicaulis ingår i släktet Isotropis och familjen ärtväxter. Inga underarter finns listade i Catalogue of Life.